# Erica hillburttii
Erica hillburttii är en ljungväxtart som först beskrevs av Edward George Hudson Oliver, och fick sitt nu gällande namn av E.G.H. Oliver. Erica hillburttii ingår i släktet klockljungssläktet, och familjen ljungväxter. Inga underarter finns listade i Catalogue of Life.